# Seznam českých houbovců
Houbovci jsou primitivní kmen vodních, převážně mořských živočichů. V České republice se v současnosti vyskytuje minimálně asi sedm druhů, mezi nimiž jsou nejvíce zastoupeny rody Ephydatia a Heteromeyenia. V češtině se však pro všechny české rody užívá označení houbovec. Všech sedm druhů je řazeno do čeledi Spongillidae.

## Seznam
| název               | latinský název                        | obrázek |                       | název                                   | latinský název | obrázek |
| ------------------- | ------------------------------------- | ------- | --------------------- | --------------------------------------- | -------------- | ------- |
| houbovec lomivý     | Eunapius fragilis Leidy, 1851         |         | houbovec rybniční     | Spongilla lacustris Linnaeus, 1758      |                |         |
| houbovec říční      | Ephydatia fluviatilis Linnaeus, 1759  |         | houbovec rozedraný    | Heteromeyenia stepanowii Dybowsky, 1884 |                |         |
| houbovec drsnatý    | Ephydatia muelleri Lieberkühn, 1856   |         | houbovec různocívkatý | Heteromeyenia baileyi Bowerbank, 1863   |                |         |
| houbovec celokrajný | Trochospongilla horrida Weltner, 1895 |         |                       |                                         |                |         |